# Hrabstwo Marion (Kansas)

Piramida wieku hrabstwa

Hrabstwo Marion – hrabstwo położone w USA w stanie Kansas z siedzibą w mieście Marion. Założone 30 sierpnia 1855 roku.

## Miasta
- Ramona
- Hillsboro
- Marion
- Peabody
- Florence
- Goessel
- Burns
- Lincolnville
- Lehigh
- Tampa
- Durham
- Ramona
- Lost Springs

## Sąsiednie Hrabstwa
- Hrabstwo Dickinson
- Hrabstwo Morris
- Hrabstwo Chase
- Hrabstwo Butler
- Hrabstwo Harvey
- Hrabstwo McPherson
- Hrabstwo Saline